# Plectrocnemia spinosa
Plectrocnemia spinosa là một loài Trichoptera hóa thạch trong họ Polycentropodidae.